# Jusuf al-Chalidi
Jusuf Dija ad-Din Pasza al-Chalidi (arab. ‏يوسف ضياء الدين باشا الخالدي‎, ur. 1842, zm. 1906) – osmański polityk i urzędnik pochodzenia arabskiego, wielokrotny burmistrz Jerozolimy.

## Wczesne życie i edukacja
Był synem as-Sajjida Muhammada Aliego al-Chalidi, zastępcy kadiego i przewodniczącego sekretariatu jerozolimskiego sądu szariackiego.
Po kończeniu tradycyjnego, muzułmańskiego wykształcenia rozpoczął naukę w brytyjskim Church Mission Society na Malcie, skąd po 2 latach przeniósł się do szkoły medycznej w Konstantynopolu, a następnie do Robert College, będącego protestancką szkołą w tym mieście. Dzięki otrzymaniu edukacji w stylu zachodnim, Jusuf opanował m.in język angielski, francuski i niemiecki.

## Kariera
Po skończeniu edukacji al-Chalidi pracował m.in jako tłumacz w osmańskim MSZ, konsul w rosyjskim Poti, gubernator różnych okręgów w Kurdystanie, Libanie, Palestynie i Syrii. 
W roku 1870 po raz pierwszy został burmistrzem Jerozolimy, którego funkcję pełnił w latach 1870–1876, 1878–1879 i 1899–1906, pomiędzy którymi pracował jako wykładowca na Cesarsko-Królewskiej Akademii w Wiedniu.
Był posłem parlamentu osmańskiego w latach jego krótkiego istnienia 1876–1878. 
Jest autorem listu skierowanego do Theodora Herzla przewidującego negatywny wpływ syjonizmu na dotychczas względnie przyjacielskie stosunki między muzułmanami, chrześcijanami i żydami zamieszkującymi Palestynę. 